# Cheiromyia pennaticornus
Cheiromyia pennaticornus är en tvåvingeart som först beskrevs av Octave Parent 1931.  Cheiromyia pennaticornus ingår i släktet Cheiromyia och familjen styltflugor.
Artens utbredningsområde är Bolivia. Inga underarter finns listade i Catalogue of Life.